# رباط السلامی (روستا)
 رباط سلامی  به عربی ( رباط الََسّلامی )، روستایی است در دهستان وحج از توابع استان جَوف در کشور یمن در شبه جزیره عربستان.

## جمعیت
جمعیت آن ( ۱۲۰) نفر (۱۳ خانوار) می‌باشد.